# Вальперга
Вальперга (итал. и пьем. Valperga) — коммуна в Италии, располагается в регионе Пьемонт, в провинции Турин.
Население составляет 3136 человек (2008 г.), плотность населения составляет 285 чел./км². Занимает площадь 11 км². Почтовый индекс — 10087. Телефонный код — 0124.
Покровителем коммуны почитается святой Георгий, празднование 23 апреля.

## Демография
Динамика населения:

## Администрация коммуны
- Официальный сайт: http://www.comune.valperga.to.it/